# Sistema de Focalización de Hogares
El Sistema de Focalización de Hogares, también reconocido por su acrónimo SISFOH, es un sistema intersectorial del Gobierno Peruano que provee información socioeconómica a las intervenciones públicas y programas sociales para la identificación de sus potenciales usuarios, en beneficio de aquellos grupos poblacionales priorizados.

## Historia
El Sistema de Focalización de Hogares (SISFOH),fue creado durante el Gobierno de Alejandro Toledo en el año 2004, mediante Resolución Ministerial N° 399-2004-PCM, con el fin de proveer información socioeconómica a los programas sociales para que identifiquen y seleccionen a sus beneficiarios. 
Inicialmente, el SISFOH se encontró en el ámbito de la Secretaría de Gestión Multisectorial, de la Presidencia del Consejo de Ministros. Luego en 2005, se dispone que la operación del SISFOH se encuentra bajo el ámbito del Ministerio de Economía y Finanzas, a partir de lo cual, la implementación del SISFOH se empezó a dar progresivamente.
Durante el Gobierno de Ollanta Humala, con la ley N° 29792, se creó el Ministerio de Desarrollo e Inclusión Social, aprobándose en enero de 2012, mediante Decreto de Urgencia N° 001-2012, que el Sistema de Focalización de Hogares sea transferido a él y posteriormente se dispone que la Dirección de Operaciones, a cargo del SISFOH, esté bajo el ámbito de la Dirección General de Focalización e Información Social del Ministerio de Desarrollo e Inclusión Social, de manera permanente.

## Organización

### Focalización de Hogares
La focalización permite la asignación eficiente de los recursos públicos de las intervenciones públicas definidas en el marco de la política social.
A partir de los datos que recoge el SISFOH, mediante un conjunto de criterios, reglas o procedimientos, las Intervenciones Públicas Focalizadas identifican a sus potenciales usuarios y se logra ser eficientes en la asignación de los recursos públicos en beneficio de quienes viven en condición de pobreza y pobreza extrema. 

### Unidad Local de Empadronamiento
Es una oficina de las municipalidades provinciales y distritales, que se encargan de tramitar las solicitudes de clasificación socioeconómica (CSE), recoger la información de los hogares y enviarla al Estado.

### Sistema para la Generación de Ticket de Atención en Línea (SiGTAL)
Activo durante la Pandemia del COVID-19, para una mayor celeridad en el proceso de focalización.

### Padrón General de Hogares
Es una base datos de hogares y sus integrantes, el cual incluye la composición del hogar, la identidad de los integrantes y la clasificación socioeconómica.

## Clasificación Socioeconómica en Perú
| Clasificación socioeconómica oficial del Gobierno peruano | Nivel socioeconómico                                             | Característica |
| --------------------------------------------------------- | ---------------------------------------------------------------- | --- |
| No Pobre                                                  | A (más elevado), B (clase media alta), C (clase media - Popular) | La familia puede cubrir su canasta Básica. |
| Pobre                                                     | C (Popular), D (pobreza moderada)                                | La familia no puede cubrir el costo promedio mensual de la canasta básica alimentaria que asciende a S/ 344 per cápita. Para una familia de cuatro miembros la canasta es de S/ 1,376. |
| Pobre Extremo                                             | D (pobreza moderada), E (pobreza extrema y vulnerabilidad total) | El gasto mensual no llega a cubrir los S/ 183 per cápita necesarios para sobrevivir y para una familia de tres miembros no cubre los S/ 732.                                           |

## Programas Sociales
La información que proporciona el SISFOH es básica para enfocar toda política de desarrollo e inclusión social. Mayoritariamente están dirigidos a personas cuya CSE sea de pobreza o pobreza extrema, aunque recientemente también se verifica la ganancia per cápita de las personas No Pobres, para que estas puedan acceder.
Los Programas e Intervenciones son:
- Bonos (durante la pandemia COVID-19)* : Bono Yanapay, Bono Yo me quedo en casa, Bono 600, Bono Universal Familiar-BFU, Bono Independiente, etc.
- Seguro Integral de Salud (SIS gratuito).
- Programa Nacional de Becas y Crédito Educativo (Pronabec) : Beca 18, Beca Permanencia, Beca Continuidad*, etc.
- Programa nacional de apoyo directo a los más pobres (Juntos).
- Programa Nacional de entrega de la pensión no contributiva a personas con discapacidad severa en situación de pobreza - Contigo.
- Programa Nacional de Empleo Juvenil (Jóvenes productivos)*.
- Programa para la Generación de Empleo Social Inclusivo (Trabaja Perú).
- Programa nacional de Asistencia Solidaria (Pensión 65).
- Fondo Mi Vivienda - "Bono de Protección de Viviendas Vulnerables a los Riesgos Sísmicos".
- Programa Nacional de Vivienda Rural - PNVR.

(*)  También pueden acceder No Pobres, previa verificación de la ganancia per capita familiar.